# Bryum elegans
Bryum elegans, im Deutschen auch „Zierliches Birnmoos“ genannt, wächst in dichten, grünen, innen rötlichbraunen Rasen. Es kann zum Artenverbund Bryum capillare agg. gestellt werden.

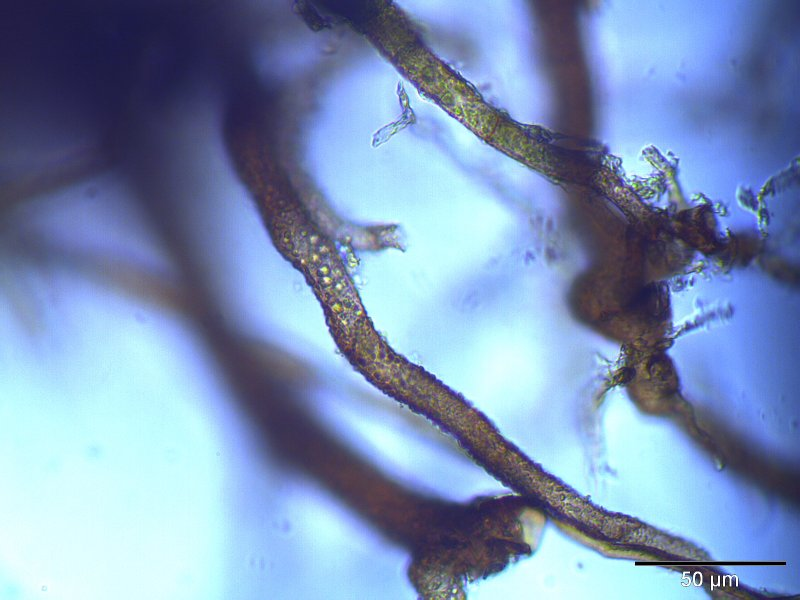
Stark papillöse Rhizoide von Bryum elegans (Vergrößerung: 400×)

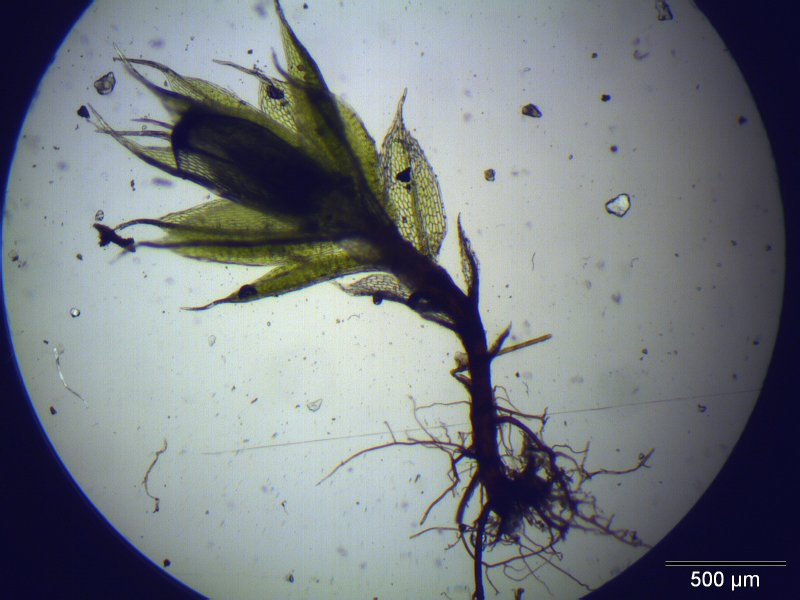
Habitus eines Pflänzchens unter dem Mikroskop (Vergrößerung: 40×)

## Erkennungsmerkmale
Besonders charakteristisch an Bryum elegans sind die stark, grob oder fein papillösen Rhizoide. Die trocken eng anliegenden, feucht aufrecht abstehenden Blätter sind eiförmig und ziemlich plötzlich in eine mehr oder minder lange, oft etwas zurückgebogene Haarspitze ausgezogen. Der Blattrand ist meist aus 1 bis 2 Reihen verlängerter Zellen gesäumt. Die Mittelrippe ist bei älteren Blättern oft rötlich gefärbt und tritt auch bei jungen Blättern als kurze Granne aus. Die 35 bis 50 µm langen und 15 bis 20 µm breiten Laminazellen sind undeutlich getüpfelt. Die Sporen haben einen Durchmesser von 11 bis 15 µm und werden im Sommer gebildet. Jedoch findet eine Sporenreife wohl nur selten statt.

## Vorkommen
Bryum elegans besiedelt kalkreiche, basenreiche, lichte bis halbschattige, trockene bis schwach feuchte Standorte. Dort ist es zumeist lithophytisch auf Felsen, Steinen, oder in übererdeten Felsspalten und Vertiefungen zu finden. Weniger häufig besiedelt es auch felsreiche Trockenrasen, humoser, kalkhaltiger Erde. Dabei bevorzugt das Moos stets offene, wenig beschattige Stellen. Sein Hauptvorkommen besitzt es in Mitteleuropa. Arealgrenzen sind im Norden Island, im Süden Nord-Afrika und im Osten Russland. Es kann bis in nivale Höhenstufen der Alpen vordringen.